# Plegafulles de Chiriquí
El plegafulles de Chiriquí (Automolus exsertus) és una espècie d'ocell de la família dels furnàrids (Furnariidae).

## Hàbitat i distribució
Habita el sotabosc de la selva pluvial, densa vegetació secundària i bambú, sovint a prop de corrents fluvials de les terres baixes d'Amèrica Central, des del sud-oest de Costa Rica fins l'oest de Panamà.

## Taxonomia
Considerada antany una subespècie del plegafulles gorjagroc (A. ochrolaemus) diferències en el cant i l'ADNmt van propiciar que avui es considere una espècie de ple dret.